# Кубок Ронкетті
Кубок Ронкетті (англ. Ronchetti Cup) — щорічний європейський турнір серед жіночих баскетбольних клубів. Заснований Міжнародною Федерацією баскетболу (ФІБА) і проводився під його егідою з 1972 до 2002 року. До 1996 року мав назву «Європейський кубок Ліліан Ронкетті» (European Cup Liliana Ronchetti). У 2003 році турнір був замінений жіночим Єврокубком.
Проводиться на згадку про відому італійську баскетболістку Ліліани Ронкетті.